# Identiteit, Traditie en Soevereiniteit
Identiteit, Traditie en Soevereiniteit (ITS) was een in januari 2007 opgerichte fractie in het Europees Parlement. De fractie was een bundeling van onder meer het Belgische Vlaams Belang, het Franse Front National, de Bulgaarse partij Ataka en de Italiaanse partij Alternativa Sociale. Tot 8 november 2007 behoorde ook de Roemeense Groot-Roemenië Partij hiertoe.
De samenwerking kwam in de eerste plaats tot stand omdat niet-fractiegebonden leden over minder mogelijkheden beschikken in het Europees Parlement. Door het oprichten van een fractie wilde men deze achteruitstelling ongedaan maken.

## Situatie vanaf november 2007
Op 8 november 2007 viel de fractie uit elkaar na het vertrek van de vijf leden van de Partij van Groot Roemenië na een dispuut met de Italiaanse neofascisten. Dit na een uitspraak van Alessandra Mussolini dat "Roemenen van criminaliteit een levenswijze maken". Ze verwees naar de moord op een vrouw door een Roemeense immigrant in Italië. Door het opstappen van de Roemeense fractie had de ITS onvoldoende parlementsleden om als fractie te worden erkend, waardoor de leden allerlei voordelen verliezen, zoals middelen voor organisatie en extra spreektijd.

## Situatie na september 2008
Met zijn driedaagse conferentie in Keulen, te beginnen op 20 september 2008, gaf de kiezersvereniging Pro-Keulen aan, een ’Europese, patriottische, populistische rechtse burgerbeweging’ op te willen zetten, met de restanten van de ITS-fractie en partijen met hetzelfde nationalistische en conservatieve gedachtegoed die zich daarbij aan zouden willen sluiten. Er gingen ook uitnodigingen naar leden van nationalistische partijen uit andere Europese landen – onder andere uit Vlaanderen en Italië – en naar autonomen uit Oost-Europa. Op het congres waren circa vijftig mensen aanwezig, terwijl nog eens honderdvijftig buitenlandse deelnemers, organisatoren en financiers tegengehouden werden op de Keulse luchthaven. Het congres werd afgelast onder druk van duizenden tegendemonstranten, omdat de politie een veilig verloop niet kon garanderen. Op 9 mei 2009 vond in  alsnog een congres plaats met deels dezelfde deelnemers, dat zich afficheerde als protest tegen islamisering. Hierbij was Geert Wilders uitgenodigd.

## Politiek spectrum
De fractie noemde zichzelf "nationalistisch rechts", maar werd door haar politieke tegenstanders en een groot deel van de media gezien als "extreemrechts".

## Lidmaatschap
| Land                 | Partij                           | Oprichting | Hoogtepunt | Na verlaten R.M. | Partijen na Verkiezingen 2009 |
| -------------------- | -------------------------------- | ---------- | ---------- | ---------------- | ----------------------------- |
| Oostenrijk           | Freiheitliche Partei Österreichs | 1          | 1          | 1                | 2                             |
| België               | Vlaams Belang                    | 3          | 3          | 3                | 2                             |
| Bulgarije            | Natsionalen Sǎyuz Ataka          | 1          | 3          | 3                | 2                             |
| Frankrijk            | Front National                   | 7          | 7          | 7                | 3                             |
| Italië               | Alternativa Sociale              | 1          | 1          | 1                | 0                             |
| Italië               | Fiamma Tricolore                 | 1          | 1          | 1                | 0                             |
| Roemenië             | Partidul România Mare            | 5          | 5          | 0                | 0 (3)                         |
| Roemenië             | Onafhankelijk                    | 1          | 1          | 1                | 0                             |
| Verenigd Koninkrijk  | Onafhankelijk                    | 1          | 1          | 1                | 0                             |
| Totaal aantal zetels | Totaal aantal zetels             | 21         | 23         | 18               | 9 (12)                        |

## Programmapunten
- erkenning van nationale belangen, soevereiniteit, identiteiten en verscheidenheid;
- bevestiging van de christelijke waarden, de erfenis, cultuur en tradities van de Europese beschaving;
- bevestiging van het traditionele gezin als hoeksteen van de samenleving;
- bevestiging van de traditionele rechten en vrijheden;
- gehechtheid aan de rechtsstaat;
- verzet tegen een unitaire, bureaucratische Europese superstaat;
- streven naar een overheid die rechtstreeks verantwoording aflegt tegenover de burger en naar een transparant beheer van het geld van de belastingbetaler.